# Beinn Sgulaird
Beinn Sgulaird (wymowa gaelicka: [ˈpeɲ ˈs̪kulˠ̪ərˠtʲ]) – szczyt w paśmie Glen Etive, w Grampianach Zachodnich. Leży w Szkocji, w regionie Argyll and Bute. 